# Lenny Lobato
Lenny Ivo Lobato Romanelli (Buzios, 3 febbraio 2001) è un calciatore brasiliano, attaccante dello Sport Recife, in prestito dal Vélez Sarsfield.

## Biografia
Nipote dell'attrice argentina Nelida Lobato, è nato e cresciuto a Buzios in Brasile fino al trasferimento in Argentina a 16 anni.

## Carriera
Lobato è cresciuto nel settore giovanile del Vélez Sarsfield, con cui ha firmato il primo contratto professionistico nel 2020. Ha esordito in prima il 18 febbraio 2021 dopo nell'incontro di Copa Argentina pareggiato 3-1 contro il Camioneros. Ha segnato il suo primo gol il 20 luglio 2023 sempre in Copa Argentina, contro il San Martín (SJ).

## Statistiche

### Presenze e reti nei club
Statistiche aggiornate al 13 luglio 2024.
| Stagione        | Squadra         | Campionato      | Campionato | Campionato | Coppe nazionali | Coppe nazionali | Coppe nazionali | Coppe continentali | Coppe continentali | Coppe continentali | Altre coppe | Altre coppe | Altre coppe | Totale | Totale | Totale |
| Stagione        | Squadra         | Comp            | Pres       | Reti       | Comp            | Pres            | Reti            | Comp               | Pres               | Reti               | Comp        | Pres        | Reti        | Pres   | Reti   |        |
| --------------- | --------------- | --------------- | ---------- | ---------- | --------------- | --------------- | --------------- | ------------------ | ------------------ | ------------------ | ----------- | ----------- | ----------- | ------ | ------ | ------ |
| 2021            | Vélez Sarsfield | PD              | 2          | 0          | CA+CdL          | 1+0             | 0               | CL                 | 0                  | 0                  |             | -           | -           | 3      | 0      |        |
| 2022            | Vélez Sarsfield | PD              | 0          | 0          | CA+CdL          | 0+1             | 0               | CL                 | 2                  | 0                  |             | -           | -           | 3      | 0      |        |
| 2023            | Vélez Sarsfield | PD              | 14         | 0          | CA+CdL          | 2+6             | 1+0             |                    | -                  | -                  |             | -           | -           | 22     | 1      |        |
| 2024            | Vélez Sarsfield | PD              | 2          | 0          | CA+CdL          | 2+15            | 0+2             |                    | -                  | -                  |             | -           | -           | 19     | 2      |        |
| Totale carriera | Totale carriera | Totale carriera | 18         | 0          |                 | 27              | 3               |                    | 2                  | 0                  |             | -           | -           | 47     | 3      |        |